# Varouville
Varouville település Franciaországban, Manche megyében. Lakosainak száma 222 fő (2022. január 1.). Varouville Clitourps, Vicq-sur-Mer, Saint-Pierre-Église és Tocqueville községekkel határos.

## Népesség
A település népessége az elmúlt években az alábbi módon változott:
| Lakosok száma | 236  | 215  | 255  | 296  | 262  | 268  | 266  | 244  | 233  | 222  |
|               | 1968 | 1982 | 1990 | 2006 | 2013 | 2015 | 2017 | 2019 | 2020 | 2022 |